# Paul Emile Johns

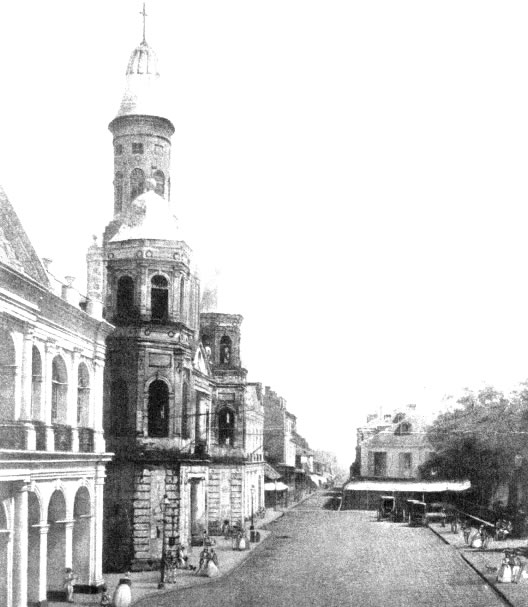
New Orleans, Chartres Street mit St. Louis Cathedral, 1842

Paul Emile Johns, ursprünglich Paul Emil John (* um 1799 in Krakau; † 10. August 1860 in Paris) war ein deutschamerikanischer Komponist, Pianist, Organist und Verleger, der hauptsächlich in New Orleans wirkte.

## Leben
Paul Emile Johns war ein Sohn aus der Ehe des Kupferstechers Friedrich John (1769–1843) mit Barbara Tcheszka. Nach den Unterlagen der Einwanderungsbehörde der USA wurde er 1798 oder 1800 in Krakau geboren. Er wuchs vermutlich in Wien auf.
Nach seiner Übersiedlung in die USA ließ er sich in New Orleans nieder, wo er 1819 mit einem Klavierkonzert von Beethoven auftrat. Er war damit der Erste überhaupt, der in den USA öffentlich ein Beethoven-Konzert spielte. Die nächste nachweisbare Aufführung fand erst 1842 in Boston statt. Belegt ist des Weiteren, dass Johns am 2. Februar 1824 das 2. Klavierkonzert von Johann Ladislaus Dussek spielte, außerdem am 4. Februar 1824 das 3. Klavierkonzert von Daniel Steibelt. Es ist anzunehmen, dass er mit dem aus New Orleans stammenden Komponisten Louis Moreau Gottschalk bekannt war, der sich zu dieser Zeit jedoch überwiegend in Paris aufhielt.
1832 war Johns erstmals in Paris und freundete sich dort mit Frédéric Chopin an, der ihm seine Fünf Mazurken op. 7 widmete, die im November 1832 bei Maurice Schlesinger erschienen. Sie tragen die Widmung „à Monsieur Johns de la Nouvelle-Orléans“. Lange Zeit war nicht bekannt, um wen es sich dabei handelt. Erst 1972 erschien ein Aufsatz, in dem der Widmungsempfänger mit Paul Emile Johns identifiziert wurde.
1834 gründete Johns einen Verlag, der sich auf juristische Literatur spezialisierte, sowie eine Musikalienhandlung. Der Geschäftssitz  befand sich in 89 Chartres Street. In den 1840er Jahren betätige er sich auch als Baumwollhändler.
Über viele Jahre bekleidete er den Organistenposten in der Kathedrale St. Louis in New Orleans.

## Werke
1831 und 1834 veröffentlichte er zwei Alben mit eigenen Kompositionen, die er in Zusammenarbeit mit dem Verlag Pleyel in Paris herausgab. Weitere Kompositionen von ihm sind verschollen, darunter ein Grand Military March, The Warlike Symphony und die komische Oper in einem Akt The Military Stay.